# ニンスン
ニンスン（英：NinsunまたはNinsumun、楔形文字： 𒀭𒊩𒌆𒄢 dNIN .SUMUN 2; シュメール語 ： Nin-sumun（ak） 「野生の牛の女」  の意味）はメソポタミアの女神。英雄ギルガメシュの母であり、伝説の王ルガルバンダの妻で、ギルガメシュ叙事詩の登場人物。ウルクと関係のある女神だが、ニップルやウルなどの古代メソポタミアの他の都市でも崇拝されていた。主な崇拝の中心地に集落の KI.KALkiがある 。
ニンスンのギルガメシュへの関与の程度は、叙事詩のバージョンによって異なる。「標準版」では息子が見た夢を解釈して助言し、太陽神シャマシュにはギルガメシュを守るように請願、エンキドゥを家族の一員として受け入れた。
古バビロニア語版では彼女の役割は限定的で、シャムハトによって簡単に言及されているだけであり、ヒッタイト語の翻訳では完全に省略されている。ニンスンはギルガメシュと天の牡牛などの古いシュメールの詩や、ルガルバンダとの最初の出会いとその結婚を説明する初期の神話にも登場している。
ウル第三王朝の王たちは、ニンスンを彼らの神聖な母親と見なし、ギルガメシュは彼らの兄弟と見なして、メソポタミアを支配する彼らの主張を正当化していた可能性が高い。ウル・ナンムとシュルギはどちらも、この女神への個人的な献身を証明する碑文を残している。単独の証拠のみで知られるある王子は、その名にあやかりプズル・ニンスンを名乗っていた。
神のリストアン＝アヌムは、ギルガメシュとは別にニンスンとその夫ルガルバンダの何人かの子供について言及している。まばらに残された記述によれば、ニンスンを死にゆく神ドゥムジの母親と見なし、通常母親とされるドゥトゥルと矛盾が生じている。ニンスンはまた習合した賛美歌において、医学の女神グラと同一視されてもいる。

## 性質
ニンスンの名前は dNIN.GULと表記された。楔形文字の記号GULは、楔形文字の語彙集によればシュメール語のsunあるいはsumunに対応し、その意味はどちらも「野生の牛」である。 そのため当初「野生の牛女」と解釈されたが、古代の文書においては属格の「野生の牛の女」と解釈される。 ニンスンにはしばしば牛の例えが用いられ、ギルガメシュ叙事詩のある箇所ではアッカド語の形容詞リマト・ニンスン（野生の牛ニンスン）と呼ばれている。 
ラガシュの文書では、ニンスンはラマと呼ばれることもある。 この場合、ラマはおそらく神の役目、つまり信者に長く豊かな人生を与える立場を表す名称と理解される。  「ラマ・ニンスムナ」は通常、女神ラマが守護対象の後ろを歩いていると説明されるが、ルガルバンダの手首をつかみ導いているとも解釈できる。 場合によっては、ニンスンが王にラマを授けると信じられていた可能性もある。 
ウルニンギルスの碑文ではニンスンを女神ラマシャガと同一視しており、通常は女神バウのスッカル（崇拝者と神を仲介する神）と見なされている。 クラウス・ヴィルケは、この場合、ラマシャガという名前は説明的な形容詞として理解されるべきだと主張している。 
ギルガメシュ叙事詩の古バビロニア語版いわゆる「ペンシルベニア書板」では、ニンスンが夢の解釈が可能であると信じられていたことがうかがえる。 
ウル第三王朝の王とラガシュのグデアは、ニンスンを彼らの神聖な母親と見なしていた。 しかし、ニンスンがアルルやニンフルサグのような母なる女神と見なされていたという証拠はない。 

## 他の神々との関係
ニンスンの親が誰かは不明であり、彼女の結婚についての神話では、アヌンナキの神々が花嫁の両親の役割を果たしているようである。 ニンスンの夫はウルクの伝説の王ルガルバンダであり 、彼らはアン＝アヌムの前身であるWeidner、 神のリストであるアン＝アヌム、および標準のシュメール語の字句リストを含む複数の文書に共に登場する。 しかし、マリではニンスンはルガルバンダなしのリストで記されている。 
ニンスンは、シュメール語の詩で示される通り英雄ギルガメシュの母親と見なされてきた。 彼女は、ギルガメシュ叙事詩のさまざまなバージョンでこの役割を一貫して担っている。 ギルガメシュの父について古バビロニア版では言及されておらず、伝統的に明かされないままでいた。たとえば、王のリストではただ父親を「ファントム」（ líl-lá  ）と呼んでいる。しかし、ニンスンとのそれまでの関連性のため、ルガルバンダはメソポタミアの英雄の父として広く受け入れられ 、マトックの詩などの他の文書でその描写が見られる 。ニンスンが女神ではなく死すべき女性として捉えられていた証拠はなく、ギルガメシュとエンキドゥと冥界でのギルガメシュの亡くなった母親への言及は、ギルガメシュの生い立ちとは無関係の可能性も高い。 
神のリストアン＝アヌムは、ニンスンとルガルバンダの子供と見なされる10人の神も挙げている。その中の最初の神であるŠilamkurraという女神は、セレウコス朝のウルクで崇拝されていた 。そこで彼女はウスラマス、ニンインマ、その他未知のニヌルブと共に儀式の文書に登場する。 アン＝アヌムにおいてギルガメシュはニンスンやその家族とは別の文書に書かれ、おそらくエンキドゥと共に登場するが、その名前の復元は不鮮明である。 ニンスンのスッカル（付き添いの神）は、ルガルバンダのスッカルであるルガヘガルの後に示されるが、文書の保存状態のため完全に復元することはできていない。  Richard L. Litkeによると、名前はルガルで始まりan-naで終わるが、これら2つの間に存在するもう1つの記号は残っていない。 
古バビロニア時代の早期に、ニンスンはワイドナーの神のリストなど神学的な文書でグラと同一視されている可能性がある。 2柱の女神の関連はブルサラビ（Bulluṭsa-rabi）によるグラ賛美歌にも存在し、これはこれは、ニンイシンナ、ニンカラク、ナンシェ、ニニギジバラなど他の多くの女神を特定した。  ジョアン・グッドニック・ウェステンホルツは、異なる医術の女神にシンクレティズムが起こることは珍しくはないが、この文書のニンスンの存在は彼女を別の同様の神として再解釈するのではなく、彼女の本来の性質に関する情報を特に保持するためだと述べている。 ニンスンとグラのそれぞれの夫、ルガルバンダとニヌルタの間にも同様の考えが出されているが 、おそらく二次的であり、ニヌルタがギルガメシュの父親と呼ばれたという証拠はない。 
ニンスンはまた、ドゥムジの母親であるドゥトゥルとも同一視されている。これは、マンフレッド・クレベルニクによれば、トーキル・ヤコブセンが最初に提案したように、ドゥトゥルは羊に限らず一般的に家畜に関連する女神と見なされていた可能性が高いことを示している。 この仮説はドゥムジ、ダム、ギルガメシュを兄弟と呼んだウル第三王朝の王との関係を反映した結果であった可能性もある。 ディナ・カッツは、王のリストに影響を受けたものと考えている。このリストでは漁師のドゥムジ（ドゥムジ神とは異なる人物）がルガルバンダとギルガメシュの間に記されているが、ルガルバンダの息子としてラベル付けされてはいない。 少なくとも1つの例では、ドゥムジはニンスンとルガルバンダの息子と呼ばれている。 ドゥムジとニンスンの関係はウトゥ・ヘガルの碑文にも存在し、ニンスンの息子と呼ばれるギルガメシュは、ドゥムジを廷吏として割り当てている。 

## 崇拝

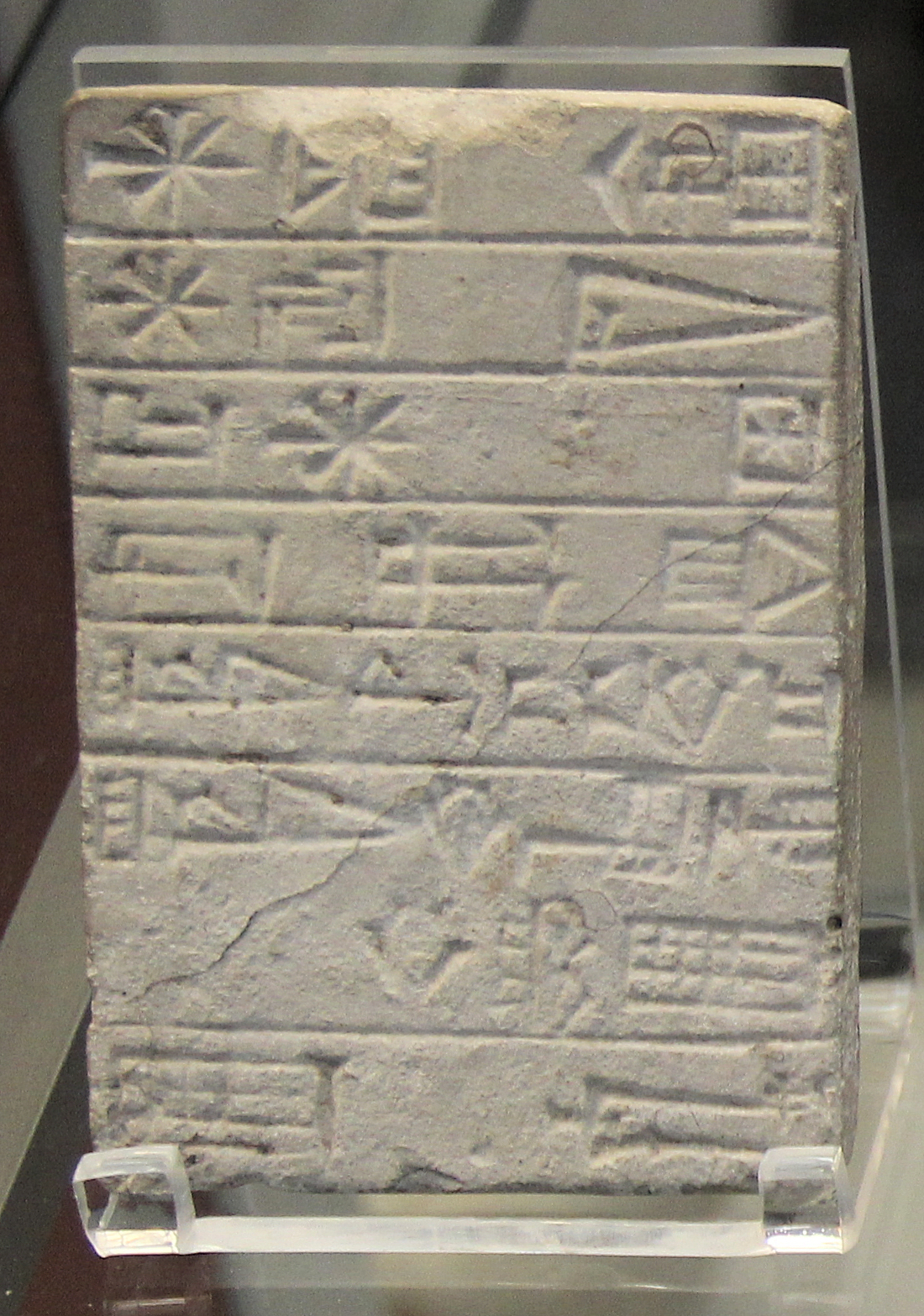
ウル・ナンムによる、ウルのニンスン神殿へ奉納された書板。「彼の女性ニンスンのために、強大な男ウル・ナンム、ウルの王でありシュメールとアッカドの王が彼女の神殿を建てた」

ニンスンは「あらゆる時代で有名な女神」として特徴付けられている。 彼女はファラとアブサラビクの初期王朝時代の神のリストにすでに記されている。 ニンスンの主な信仰の中心はKI.KALkiだったが、ラガシュ、ニップル、ウル、ウルク、クアラ、ウンマなどの都市でも崇拝されていた。 ウル・ナンムの碑文に示されるように、彼女のエ（神殿）はウルに存在し、この支配者によって再建されE-mah（高貴な家）という名が付けられた。  E-gula（大きな家）として知られる彼女の寺院もあるが、その場所は既知の文書には明記されておらず、同じ名がメソポタミアの他の多くの礼拝所にも適用された。 ギルガメシュ叙事詩の「標準バビロニア」版では、エガルマ（高貴な宮殿）はウルクのニンスンの神殿であるとされているが、シーン・カーシッドの碑文は元々はニニシナの神殿であったことを示している。一方、紀元前1千年紀の文書では、そこで崇拝されていた神はグラと密接に関連したBelet-balatiとされる。 シーン・カーシッドはまた、ルガルバンダとニンスンの寺院を建設し 、「家、貴重な場所」という意味のE-Kikalと名付けた。 
グデアの碑文は、ニンスンを神聖な母親として扱っている。 しかし、ナンシェやガトゥムダグをそのように呼んだ場合もある。 ウル第三王朝の王たちもまた、ニンスンを彼らの神聖な母親と表現した。 たとえば、ウル・ナンムの死ではニンスンはその名を冠した王の死を悼み、母親として演説している。 さらに、統治者はギルガメシュを彼らの神聖な兄弟として扱い、ウル・ナンムの後継者シュルギはルガルバンダを彼の神聖な父と呼んだ。 この王の娘の一人がニンスンの巫女を務めた可能性もある。 ニンスンとのつながりを主張することは彼らの支配を正当化する方法と見なされたが、王朝がウルクに起源を持つと示すためか、ギルガメシュを王権のモデルとしていたためかは不明である。 王に加えて、彼らの家族によるニンスンの崇拝も見られる。シュルギの妾であるシュクルトゥムは、花瓶の呪いの言葉でニンスンを「私の女神」と呼んでいた。 プズル＝ニンスンという授かった名前をもつ王子（ドゥム・ルガル）も知られているが、彼の生涯についての詳細は現在知られておらず、存在を証明するプズリシュ＝ダガンの粘土板には日付がない。 
ニンスンは後期も崇拝され続けた。彼女への言及は古バビロニアの私的な手紙に散見される。 シッパルの円筒印章の碑文では、ニンスンとルガルバンダはシャマシュとアヤ、アダドとシャラなどの人気のある神の夫婦よりも一般的ではないが、エンリルとニンリルまたはナンナとニンガルらと同等の頻度で登場する。 ニンスンはカッシート時代の印章の碑文にも引き続き登場している。 
セレウコス朝のウルクでは、ニンスンはイシュタルの新年祭で祝われた。 祭に関与する神々のほとんどは、ウルクの神々としてよく知られていた。これは類似のアントゥの祭りで祝われた別のグループとは対照的である。 

## 神話
アブ・サラビクの初期王朝時代の神話には、ニンスンとルガルバンダの最初の出会いと結婚についてのものがある。 不完全な写しが1つしか残っていないため、文書の翻訳と研究は特に難しいと見なされている。 残った断片の中で、ニンスンはルガルバンダにビールのパンを提供し、後にエラムの山岳地帯であるイリアザで彼と一緒に夜を過ごす。 目覚めた後、彼女は封のされた粘土板を受け取り、それを読んだ後、ルガルバンダに彼女と一緒にウルクに行き、街のエン（支配者）を訪ねるように促す。 彼らがウルクに到着すると、女神イナンナがルガルバンダに対し、結婚の許可をニンスンの父に求めるよう指示しているようである。 結末は不確かであるが、ヤン・リスマンは最後の部分で、ルガルバンダが自分の親戚とニンスンの家族の両方を結婚式に招待する内容が含まれると考えている。 この神話はギルガメシュの誕生で最高潮に達したと主張されてきたが、その内容は確認されていない。 
ニンスンは、シュメール語の神話ギルガメシュと天の牡牛のいくつかの書板にも登場する。 彼女は息子に、イナンナの提案や贈り物を拒否するように忠告している。 
ギルガメシュ叙事詩の古バビロニア語版では、同名の英雄がニンスンに対し、エンキドゥの存在を予告する彼の夢を解釈するよう依頼する。 初期の版にこの場面はないが、シャムハトからエンキドゥにニンスンの存在が言及されている。 ニンスンは、ギルガメシュとエンキドゥが親しい関係になると予測しており（アンドリュー・R・ジョージによれば彼らは恋人になる） 、これはその後の決闘の末に実現する。 
「標準バビロニア語」版では、英雄は後にウルクのニンスンの神殿を訪問する。 彼女は彼を待つ運命を知っているにもかかわらず、息子のためにシャマシュに祈る。 彼女はまた、シャマシュの妻アヤにギルガメシュに介入するように頼んだ。 彼女はシャマシュを説得し、ギルガメシュが杉の森に向かう途中で彼を助けるための13の風を与えた。 ある時点で、ニンスンはギルガメシュがニンギシュジダやイルニナなどの神々と共に冥界に住む運命にあることを認めている。 最終行は破損しているが、ニンスンはギルガメシュが遠い土地へ旅をする責任をシャマシュへ負わせているようであり、したがってシャマシュがギルガメシュを助けることを期待している。 
全体として、後のバージョンはニンスンの役割を拡大し 、古バビロニア版と同様ギルガメシュは母親の介入なしにシャマシュに祈る。 ニンスンと夢の場面は、ハットゥシャからのギルガメシュ叙事詩のヒッタイト語訳には存在しない。 
シャマシュへの祈りを終えた後、ニンスンはエンキドゥと会うことに決め、彼を息子と同等の家族の一員であると宣言する。 この場面は従来、養子縁組を表すものとして解釈されてきた。 類似の描写が古バビロニア版に存在した証拠はない。 アンドリュー・R・ジョージは、新バビロニアから知られている慣習とその後のウルクの文書を反映していると解釈している。一方で捨て子や孤児は神殿で育ったが、彼らの保護者はニンスンではなく匿名の「エアンナの娘」である。 ネイサン・ワッサーマンは、エンキドゥを受け入れることで、エンキドゥのギルガメシュとウルクへの忠誠を、ニンスンが保証したという別の解釈を提案した。 彼は、フンババとの対決中のエンキドゥの行動は、ニンスンの受け入れを高く評価したことを示すものだと主張している 。エンキドゥはギルガメシュにフンババの嘆願を無視するように言っているようであり、それはフンババがエンキドゥを家族のいない存在として嘲笑したためである。 